# Liu Song Shundi
Liu Zhun  of keizer Song Shundi (469-479) was keizer van China van 477 tot 479. Hij was de laatste keizer van de Liu Song-dynastie.

## Biografie
Liu Shundi was de zoon van keizer Ming en de broer van de vorige keizer, Houfeidi. Na de moord op zijn psychopathische voorganger werd de achtjarige Shundi, door sterke man Xiao Daocheng naar voorgeschoven als nieuwe keizer.
Na twee jaar werd Shundi opzijgeschoven en riep Xiao Daocheng zichzelf uit als nieuwe keizer onder de naam Nanqi Gaodi. Dit betekende het einde van de Liu Song-dynastie en het begin van de Zuidelijke Qi-dynastie. Later in 479 werd Shundi en de rest van zijn familie vermoord.